# John Marvin
John Marvin est un skipper américain né le 17 octobre 1927 à Cambridge et mort le 22 juin 1980 à Seaford.

## Carrière
John Marvin obtient une médaille de bronze olympique de voile en classe Finn aux Jeux olympiques d'été de 1956 de Melbourne